# Поле допуску

Основні поняття системи допусків і посадок

По́ле до́пуску (англ. tolerance zone) — поле, обмежене найбільшим і найменшим граничними розмірами, яке визначається величиною допуску і його положенням відносно номінального розміру. У разі графічного зображення поле допуску міститься між двома лініями, що відповідають верхньому та нижньому відхиленням відносно нульової лінії.

## Основні поняття
При одному і тому ж допуску для одного і того ж номінального розміру можуть бути різні поля допусків. Для графічного зображення полів допусків, що дозволяє зрозуміти співвідношення номінального та граничних розмірів, граничних відхилень і допуску, введено поняття нульової лінії.
Нульова лінія — лінія, що відповідає номінальному розміру, від якої відкладаються відхилення розмірів у разі графічного зображення полів допусків та посадок. Якщо нульова лінія розташована горизонтально, то додатні відхилення відкладаються вгору від неї, а від'ємні — вниз. Якщо нульова лінія розташована вертикально, то позитивні відхилення відкладаються вправо від нульової лінії.

## Поле допуску у системі допусків і посадок
Поля допусків отворів і валів можуть займати різне положення відносно нульової лінії, що необхідно для утворення різних посадок. Розрізняють початок і кінець поля допуску. Початком поля допуску є границя, що відповідає найбільшому об'єму деталі і дозволяє відрізнити придатні деталі від виправних бракованих. Кінцем поля допуску є границя, що відповідає найменшому об'єму деталі і дозволяє відокремити придатні деталі від невиправних бракованих.
У системі допусків і посадок для отворів початок поля допуску визначається лінією, відповідної нижньому (основному) відхиленню, кінець поля допуску — лінією, що відповідає верхньому відхиленню. Для валів початок поля допуску визначається лінією, відповідної верхньому (основному) відхиленню, кінець поля допуску — лінією, що відповідає нижньому відхиленню.

## Позначення
Поле допуску позначається поєднанням букви (букв) основного відхилу і порядкового номера квалітету.
Наприклад: g6, js7, H7, Н11.
Позначення поля вказується після номінального розміру елементу.
Наприклад: 40g6, 40Н7, 40Н11.
В обґрунтованих випадках допускається позначати поле допуску з основним відхилом Н символом «+IT», з основним відхилом h — символом «—IT», з відхилами js чи JS — символом «±IT/2».
Наприклад: +IT14, —IT14, ±IT14/2.

## Поле допуску форми
Поле допуску форми — зона в просторі чи на площині, усередині якої мають міститися усі точки реального розглядуваного елемента в межах нормованої ділянки, ширина або діаметр якої визначається значенням допуску, а розташування відносно реального елемента — прилеглим елементом.

## Поле допуску розташування
Поле допуску розташування — зона в просторі чи заданій площині, усередині якої повинен міститися прилеглий елемент або вісь, центр, площина симетрії в межах нормованої ділянки, ширина або діаметр якої визначаються значенням допуску, а розташування відносно баз — номінальним розташуванням розглядуваного елемента.